# Aleksandr Cherepnín
Aleksandr Nikoláyevich Cherepnín (del ruso: Александр Николаевич Черепнин) ( 21 de enero de 1899 - 29 de septiembre de 1977) fue un compositor y pianista ruso. 
Su padre, Nikolái Cherepnín (alumno de Nikolái Rimski-Kórsakov) y su hijo, Iván Tcherepnín (un miembro del cuerpo docente de la Universidad de Harvard) también fueron compositores, así como dos de sus nietos, Sergio y Stefan. Su hijo Serge participó en las raíces de la música electrónica y los instrumentos. Su madre era miembro de la familia artística Benois, una sobrina de Alexandre Benois.

## Biografía
Nació en San Petersburgo, Rusia, y tocó el piano y compuso prolíficamente desde una edad muy temprana. Fue en esta actividad estimulada por la atmósfera en el país, que - gracias a Benois de su familia conexión Serguéi Diáguilev - era un lugar de encuentro para muchos músicos bien conocidos y artistas de la época. En el momento en que comenzó la teoría formal y los estudios de composición en su adolescencia, él ya había compuesto cientos de piezas, incluyendo más de una docena de sonatas para piano. Entre sus maestros en Rusia fueron el compositor Víctor Beliáyev (alumno de Anatoli Liádov y Aleksandr Glazunov), que preparó a Tcherepnín para el Conservatorio de San Petersburgo; Leocadia Kashpérova (afamada pianista, discípula de Antón Rubinstein), y su profesor en el Conservatorio Nikolái Sokolov (alumno de Nikolái Rimski-Kórsakov). En particular, a que el mentor de tiempo Tcherepnín era famoso musicólogo Aleksandr Ossovsky, que también era un amigo de su padre. Sus obras fueron influidas por el compositor Aleksandr Spendiárov. 
Después de la Revolución Rusa de 1917, la familia huyó de San Petersburgo y se instaló durante algún tiempo en Tiflis. En el equipaje de Tcherepnín jóvenes fueron unas doscientas piezas de piano resumen, un buen número de los que finalmente llegó a imprimir (en particular en su Bagatelas, op. 5). En Tiflis, continuó sus estudios en el conservatorio, dio conciertos tanto como pianista y director de orquesta y escribió música para el Teatro Kámerny (Palmer, 1980, 18:637; Korabélnikova 2008, pp. 16-40). Debido al ambiente político cada vez más hostil en Tbilisi después de que Georgia fuera incorporada a la URSS, los Tcherepníns deciden salir de Rusia de manera permanente en 1921. Se establecieron en París, donde completó sus estudios de Alexander con Vidal e Isidor Philipp y se asoció con un grupo de compositores que incluyó Bohuslav Martinu, Marcel Mihalovici y Conrad Beck. Philipp garantizado la publicación de varios grupos de piezas de piano a corto Tcherepnín que había compuesto en Rusia. Desde París Tcherepnín inició una carrera internacional como pianista y compositor. 
En 1925 ganó el Premio Schott con su Concerto da Camera, op. 33. Comenzó sus visitas anuales a los Estados Unidos en 1926 y más tarde pasó al Lejano Oriente, haciendo algunas largas visitas a China y Japón entre 1934 y 1937. Promovió compositores de Japón (Akira Ifukube, Bunya Koh, y otros) y China (El fijaciones y otros), incluso llegó a fundar su propia editorial, en Tokio para ese fin. Mientras estuvo en China, conoció a la joven pianista china Lee Hsien Ming y más tarde se casaron en Europa. Tuvieron tres hijos, Peter, Serge e Ivan.
Durante la Segunda Guerra Mundial, vivió en Francia. La guerra prácticamente detuvo sus actividades musicales. El período de la inmediata posguerra, sin embargo, trajo un resurgimiento de las energías creativas y el resultado fue una serie de obras importantes, comenzando con la Sinfonía N º 2 (compuesto por 1947, no haya orquestado hasta el 1951). En 1948, se fue a los Estados Unidos, estableciéndose en Chicago en 1950 y en 1958 adquiere la ciudadanía norteamericana. Él y su esposa enseñaron en la Universidad DePaul en Chicago, donde la Orquesta Sinfónica de Chicago estrenó su segunda sinfonía con Rafael Kubelík como director. Fueron, entre otros, sus alumnos Phillip Ramey, Robert Muczynski, Gloria Coates y Juan Downey. En 1957, completó dos importantes encargos de orquestas estadounidenses: el Divertimento, op. 90 (para Fritz Reiner y la Orquesta Sinfónica de Chicago) y su Sinfonía n º 4, op. 91 (para Charles Munch y la Orquesta Sinfónica de Boston). 
En 1964 se trasladó a Nueva York y posteriormente dividió su tiempo entre Estados Unidos y Europa. Murió en París en 1977 (Palmer, 18:637). 
La Orquesta Sinfónica de Singapur ha grabado su primer ciclo completo para orquesta sinfónica, dirigida por Lan Shui. En 2008, estas grabaciones fueron reeditadas, junto con las actuaciones de la Singapur Sinfónica de sus seis conciertos de piano (Noriko Ogawa, piano), junto con la Sinfónica de la Oración, op. 93, Magna Mater, op. 41 y otras obras orquestales. Sus diez bagatelas han sido también orquestradas para una orquesta filarmónica completa por Nathan Kelly y se tocan con frecuencia.
Fue miembro de Delta Omicron, una hermandad musical profesional internacional.

## Métodos
Sus primeras obras son bastante originales y algunas de sus piezas tienen duradera popularidad. Su producción incluye tres óperas, cuatro sinfonías, un divertimento (que es una sinfonía en todos menos en el nombre), seis conciertos para piano, obras para ballet, música coral, y una gran cantidad de música para piano solo. Su Sinfonía n º 1 (1927) es notable por haber incluido el movimiento sinfónico primer escrito completamente por la percusión sin inclinación (Benjamin Folkman, citada en el Wender 1999, 6). Una de las dos sinfonías dejado incompleta a su muerte habría sido para percusión sola (Arias 2001). Tcherepnín inventó su propio idioma armónico. El más famoso de sus escalas sintéticas, derivadas de la combinación de menores y mayores hexacordos, tiene nueve notas y consta de tres semitono-tono-en conjunción con tetracordes semitono. Esto llegó a ser conocido como la "escala Tcherepnín" (Slonimsky 1968, 19-20), y puede ser clasificado con los modos de Messiaen de transposición limitada 
También trabajó con las escalas pentatónicas, melodías antiguas de Rusia entre modos de transporte, las armonías de Georgia, y los ocho "nota cromática perfecta" escala construida sobre medio paso y paso-y-uno-intervalos de media. Tcherepnín discutido estas técnicas en su monografía "Elementos básicos de mi lenguaje musical" (Korabélnikova, Apéndice 2, pp. 191-209)